# Бенгази (фильм)
«Бенгази» (итал. Bengasi) — итальянский военный пропагандистский художественный фильм 1942 года, снятый режиссёром Аугусто Дженина на студии «Чинечитта» в Риме.
Премьера фильма состоялась 5 сентября 1942 года. Один из самых успешных фильмов Италии в 1942 году, собрал 16 миллионов лир (1942).

## Сюжет
Кинолента была предназначена для поддержки фашистского режима Бенито Муссолини. 
Действие фильма происходит в годы Второй мировой войны в Ливии в Бенгази. Сюжет основан на событиях 57-дневной британской оккупации ливийского города Бенгази в 1942 году  и показывает зверства союзников в Африке, убийство крестьян группой пьяных британских солдат. Изображает судьбу нескольких мужчин в контролируемом в то время Италией, ливийском городе Бенгази, ненадолго захваченном вторгшимися британцами в 1941 году.
Итальянцы, жители Бенгази трудятся, чтобы противостоять британцам и раскрыть их военные планы. Один из них, капитан Энрико Берти, по-видимому, сотрудничает с британцами, но на самом деле работает под прикрытием на итальянскую разведку. Фильм заканчивается тем, что город итальянские войска и их нацистские союзники отбивают.
Акцент фильма сосредоточен на роли женщин в эти тяжелые времена.

## В ролях
- Фоско Джакетти — капитан Энрико Берти
- Мария фон Ташнади — Карла Берти
- Виви Джои — Джулиана
- Амедео Наццари — Филиппо Коллеони
- Карло Тамберлани — Джованни Галасси
- Лео Гаравалья — Доктор Мальпини
- Лаура Реди — Мария «Фанни»
- Феделе Джентиле — Антонио
- Амелия Бисси — Джованни
- Джорджио Костантини — генерал Робертсон
- Гульельмо Синаз — Тропеоли
- Карло Дузе — капитан Марчи
- Гвидо Нотари — сотрудник мэрии
- Анна Арена — проститутка
- Джулио Паникали — офицер в окопах
- Сильвио Баголини — водитель
- Эдда Солиго — Джина
- Галеаццо Бенти — пьяный англичанин

## Съёмочная группа
- Режиссёр: Аугусто Дженина
- Сценарист: Аугусто Дженина, Уго Бетти, Эдоардо Антон, Алессандро Де Стефани
- Продюсер: Ренато Бассоли, Карло Хосе Бассоли, Карло Бассоли мл.
- Композитор: Антонио Веретти
- Оператор: Альдо Тонти
- Монтаж: Фернандо Тропеа
- Костюмы:	Анна Мария Фео

## Награды
- Главная награда 10-го Венецианского кинофестиваля — Кубок Муссолини в категории лучший итальянский фильм (1942).
- Кубок Вольпи за лучшую мужскую роль Фоско Джакетти (1942).